# Christian Jensen
Frederik Julius Christian Jensen, född 1 september 1811 vid Århus, död 16 juli 1873 i Århus, var en dansk trädgårdsmästare.
Efter att ha gått i trädgårdslära vid  Marselisborgs slott vid Århus och Botanisk Have avlade Jensen trädgårdsexamen och examen i botanik 1830. Han blev därefter trädgårdsmästare i Korsør, drev därefter under några år handelsträdgård i Ærøskøbing och flyttade 1841 till Århus, där han startade en konst- och handelsträdgård. Vid den tidpunkten var denna näringsgren mycket outvecklad, de flesta husägare hade ett litet stycke jord, där de odlade en del grönsaker och fruktträd. Växthusodling var knappast känt någonstans i staden och Jensens rörelse blev därigenom föga lönsam. Växthusen, fyllda med en mängd sällsynta växter, väckte besökarnas beundran, men köplusten och köpkraften var ringa hos publiken, och det tog lång tid, innan dessa förhållanden ändrades. Han skrev bland annat Dansk Havebog (sjätte upplagan 1888), Havebog for Landmænd med kort Vejledning til Biavl (fjärde upplagan 1882), Stuegartneriet ell. Vejledning til at dyrke, opelske og pleje Blomster i Værelser og smaa Byhaver (sjätte upplagan 1891). Han skrev även flera mindre trädgårdsböcker.